# Klincksieck
La Librairie C. Klincksieck et Compagnie est une maison d'édition spécialisée en sciences humaines.
La société est dirigée par Caroline Noirot, par ailleurs présidente du directoire de la Société d'édition des Belles Lettres.

## Historique

Ancien logo.

En 1838, le jeune Friedrich Klincksieck (1813-1874), qui a déjà exercé (dès 1828) sa profession de libraire chez Riegel et Wiessner, puis chez Carl Jugel à Francfort-sur-le-Main et enfin chez Gottlied Korn à Breslau, est appelé par Treuttel et Wurtz, installés au 11, rue de Lille à Paris. Klincksieck achète une partie de la maison Treuttel et Würtz en 1842 ce qui constitue la base de sa propre entreprise.
À la fin des années 1880, Paul Klincksieck publie des ouvrages d'histoire naturelle. Vers 1891, il crée la Librairie des Sciences naturelles, puis la collection Bibliothèque de poche du naturaliste, poursuivie jusqu'au début des années 1930.
Les activités des librairies internationales Treuttel et Würtz (une librairie à Londres et une à Strasbourg) sont multiples : elles importent des livres scientifiques en allemand et en anglais en France pour leurs clients, exportent des livres en français et en anglais vers l'Allemagne et, comme tous les libraires de l'époque, publient elles-mêmes des ouvrages, reconnus pour leur qualité.
Le 4 janvier 2001, la société est placée en redressement judiciaire.